# 119-я стрелковая дивизия (3-го формирования)
119-я стрелковая дивизия (119 сд) — воинское формирование (соединение, стрелковая дивизия) РККА в Великой Отечественной войне.
Дивизия участвовала в боевых действиях:
- 12.07.1943-11.09.1943
- 28.09.1943-22.04.1945

Сокращённое наименование — 119 сд

## История
В соответствии с Директивой ВГК № 46097 от 31 марта 1943 года на базе 161-й отдельной стрелковой бригады в городе Алексин Тульской области Московского военного округа была сформирована 119-я стрелковая дивизия, а полковник И. Д. Панов утвержден ее командиром.
До 12 июля она входила в 3-ю резервную армию МВО, затем была передана 21-й армии Западного фронта и вела бои западнее Спас-Деменска, на дальних и ближних подступах к Ельне в освобождении города Ельня. В октябре того же года дивизия вошла в состав 4-й ударной армии 1-го Прибалтийского фронта. С 25 по 26 июля 1944 года в ходе Белорусской операции дивизия на рубеже Эргли — Мурниэки провела успешные бои, измотав противника нанесла ему большие потери в живой силе и технике, а 27 июля во взаимодействие с частями 360-й стрелковой дивизией и другими частями перешла в наступление и заняла город Двинск (Даугавпилс). В августе части дивизии вели тяжелые бои по прорыву сильно укрепленной обороны противника. 27 сентября дивизия прорвала кольцо окружения, в котором находилась 8-я гвардейская механизированная бригада, и обеспечила ее выход. За эту операцию она была награждена орденом Суворова 2-й ст.
В ноябре — декабре 1944 года дивизия в составе 83-го стрелкового корпуса этой же 4-й ударной армии вела упорные бои на подступах к городу и станции Скрунда. С 19 января 1945 года ее части в составе 42-й, 10-й гвардейской и 22-й армий вела боевые действия на 2-м Прибалтийском, а с 1 апреля — Ленинградском фронтах по разгрому курляндской группировки противника в районах Озолы — Страутни и Дангас — Каспари — Залуми. В конце апреля она в составе 22-й армии была выведена в резерв Ставки ВГК и переброшена в Румынию, где и завершила свой боевой путь.
После войны в августе 1945 года дивизия была переведена в ОдВО в город Тирасполь и расформирована

## Полное название
119-я стрелковая ордена Суворова дивизия

## Состав и награды
- 365-й стрелковый полк
- 421-й стрелковый Двинский полк
- 634-й стрелковый полк
- 349-й артиллерийский полк
- 216-й отдельный истребительно-противотанковый дивизион
- 224-й отдельный сапёрный батальон
- 156-й отдельный батальон связи (ранее 405-я отдельная рота связи)
- 143-я разведывательная рота
- 137-й медико-санитарный батальон
- 129-я отдельная рота химзащиты
- 104-я автотранспортная рота
- 491-я полевая хлебопекарня
- 300-й дивизионный ветеринарный лазарет
- 1981-я полевая почтовая станция
- 1200-я полевая касса Госбанка.

## Подчинение
| Дата            | Фронт                                    | Армия                     | Корпус                 | Примечания |
| --------------- | ---------------------------------------- | ------------------------- | ---------------------- | ---------- |
| 01.04.1943 года | Московский военный округ                 |                           |                        | -          |
| 01.05.1943 года | Резерв Ставки ВГК                        | 3-я армия резервная армия | -                      | -          |
| 01.06.1943 года | Резерв Ставки ВГК                        | 3-я армия резервная армия | -                      | -          |
| 01.07.1943 года | Резерв Ставки ВГК                        | 3-я армия резервная армия | -                      | -          |
| 01.08.1943 года | Западный фронт                           | 21-я армия                | 61-й стрелковый корпус | -          |
| 01.09.1943 года | Западный фронт                           | 21-я армия                | 69-й стрелковый корпус | -          |
| 01.10.1943 года | Калининский фронт                        |                           | 60-й стрелковый корпус | -          |
| 01.11.1943 года | 1-й Прибалтийский фронт                  | 4-я ударная армия         | 60-й стрелковый корпус | -          |
| 01.12.1943 года | 1-й Прибалтийский фронт                  | 4-я ударная армия         | 60-й стрелковый корпус | -          |
| 01.01.1944 года | 1-й Прибалтийский фронт                  | 4-я ударная армия         | 60-й стрелковый корпус | -          |
| 01.02.1944 года | 1-й Прибалтийский фронт                  | 4-я ударная армия         | 60-й стрелковый корпус | -          |
| 01.03.1944 года | 1-й Прибалтийский фронт                  | 4-я ударная армия         | 83-й стрелковый корпус | -          |
| 01.04.1944 года | 1-й Прибалтийский фронт                  | 6-я гвардейская армия     | 83-й стрелковый корпус | -          |
| 01.05.1944 года | 1-й Прибалтийский фронт                  | 4-я ударная армия         | 83-й стрелковый корпус | -          |
| 01.06.1944 года | 1-й Прибалтийский фронт                  | 4-я ударная армия         | 60-й стрелковый корпус | -          |
| 01.07.1944 года | 1-й Прибалтийский фронт                  | 4-я ударная армия         | 83-й стрелковый корпус | -          |
| 01.08.1944 года | 2-й Прибалтийский фронт                  | 4-я ударная армия         | 83-й стрелковый корпус | -          |
| 01.09.1944 года | 1-й Прибалтийский фронт                  | 4-я ударная армия         | 83-й стрелковый корпус | -          |
| 01.10.1944 года | 1-й Прибалтийский фронт                  | 4-я ударная армия         | 83-й стрелковый корпус | -          |
| 01.11.1944 года | 1-й Прибалтийский фронт                  | 4-я ударная армия         | 83-й стрелковый корпус | -          |
| 01.12.1944 года | 1-й Прибалтийский фронт                  | 4-я ударная армия         | 83-й стрелковый корпус | -          |
| 01.01.1945 года | 1-й Прибалтийский фронт                  | 4-я ударная армия         | 83-й стрелковый корпус | -          |
| 01.02.1945 года | 2-й Прибалтийский фронт                  | 42-я армия                | 83-й стрелковый корпус | -          |
| 01.03.1945 года | 2-й Прибалтийский фронт                  | 42-я армия                | 83-й стрелковый корпус |            |
| 01.04.1945 года | Ленинградский фронт / Курляндская группа | 10-я гвардейская армия    | 83-й стрелковый корпус |            |
| 01.05.1945 года | Резерв Ставки ВГК                        | 22-я армия                | 83-й стрелковый корпус | -          |

## Командование

### Командиры
- Панов, Иван Дмитриевич (19.04.1943 — 27.06.1943), полковник
- Хорун, Иосиф Иванович (28.06.1943 — 18.07.1944), генерал-майор
- Торопчин, Иван Михайлович (19.07.1944 — 18.10.1944), полковник
- Дударенко, Михаил Лаврентьевич (19.10.1944 — 09.05.1945), полковник.

## Награды и наименования
| Награда (наименование)    | Дата                 | За что награждена |
| ------------------------- | -------------------- | --- |
| Орден Суворова II степени | 22 октября 1944 года | За образцовое выполнение заданий командования в боях против немецких захватчиков при прорыве обороны противника юго-восточнее города Рига и проявленные при этом доблесть и мужество. |

Личному составу 119-й стрелковой ордена Суворова дивизии было объявлена благодарность в приказе Верховного Главнокомандующего:
- За овладение штурмом городами Даугавпилс (Двинск) и Резекне (Режица) — важными железнодорожными узлами и мощными опорными пунктами обороны немцев на рижском направлении. 27 июля 1944 года. № 153.

## Отличившиеся воины дивизии
| Награда | Ф. И. О.                   | Должность                                                                | Звание          | Дата награждения | Примечания |
| ------- | -------------------------- | ------------------------------------------------------------------------ | --------------- | ---------------- | --- |
|         | Минаев, Николай Гаврилович | командир дивизиона 349-го артиллерийского полка                          | Майор           | 24.03.1945       | 09.10.1944 в бою у г. Векшняй (Литов. ССР), выходя из окружения, поддерживал огнём стрелковые подразделения. В критический момент, когда НП был окружён врагами, вызвал огонь на себя и ценой жизни обеспечил выполнение боевой задачи.                                                             |
|         | Шилов, Пётр Никифорович    | командир отделения разведки штабной батареи 349-го артиллерийского полка | Старший сержант | 24.03.1945       | 09.10.1944 в ходе наступления на рижском направлении, когда группа танков и штурмовых орудий противника вышла в тыл продвинувшимся вперёд подразделениям и двигалась к КП полка, с противотанковой гранатой бросился под штурмовое орудие, шедшее на командира полка, и ценой своей жизни спас его. |